# Stazione di Rometta Messinese
La stazione di Rometta Messinese è una stazione situata al km 206+012 della linea Palermo-Messina e al servizio dell'omonimo comune.

## Storia
Venne costruita come stazione passante in superficie sulla linea ferroviaria Palermo-Messina la quale fu realizzata in ritardo rispetto al programma di costruzioni ferroviarie in Sicilia che, iniziato dalla Società Vittorio Emanuele, dovette essere completato prima dalla Società Italiana per le strade ferrate meridionali dal 1872 e finito, dal 1885 in poi, dalla Società per le Strade Ferrate della Sicilia. La stazione entrò in servizio il 20 giugno 1889, unitamente al tronco da Messina Centrale a San Filippo – Santa Lucia.
La stazione inizialmente era provvista di un piano caricatore coperto, un magazzino merci, piattaforma girevole e ponte a bilico. 
Il piano caricatore, sul quale venne costruito il magazzino merci, un piccolo locale adibito a deposito, era provvisto di una rampa per permettere ai rotabili di accedervi. 
Adiacente al magazzino merci, vi è un binario tronco, inizialmente adibito ad ospitare i vagoni merci, successivamente venne adibito ad ospitare i rotabili di servizio.
Tra il 2001 ed il 2009 la stazione è stata ristrutturata per il raddoppio della linea. I binari da tre sono divenuti quattro per servizio passeggeri, più uno tronco come ricovero di rotabili di servizio, in quanto dopo il declassamento a semplice fermata della stazione di Villafranca Tirrena, risulta essere l'ultima stazione prima della lunga Galleria Peloritana, utile per ricovero di rotabili.
Il 20 luglio 2002 il treno Espresso 1931 Freccia della Laguna, proveniente da Palermo Centrale e diretto a Venezia Santa Lucia, deragliò nei pressi della stazione provocando 8 morti e 58 feriti.
Il 30 agosto 2014, alla presenza delle autorità, la Piazza stazione di Rometta è stata intitolata a Graziella Campagna, giovanissima vittima di mafia uccisa il 12 dicembre 1985.
Dal 17 giugno 2018 alcuni locali ormai in disuso della stazione ferroviaria sono diventati ufficialmente sede di un centro polifunzionale dell'Associazione G.I.V.A. (Gruppo Internazionale Volontariato Arcobaleno), associazione di Protezione Civile e volontariato fortemente attiva su tutto il territorio regionale e nazionale.

## Strutture e impianti
La stazione è situata al km 206+012 della ferrovia Palermo-Messina. Il fabbricato viaggiatori è su due livelli, di cui il secondo piano fu l'alloggio del capostazione, e non presenta elementi architettonici di rilievo. 
La circolazione dei treni è gestita e controllata dal Sistema di Comando e Controllo (SCC) di RFI, la società dell'infrastruttura del Gruppo Ferrovie dello Stato, che supervisiona la circolazione ferroviaria dal posto centrale di Palermo. La stazione è inoltre telecomandata dal DCO di Palermo Centrale.
Il fascio binari comprendeva complessivamente tre binari, di cui due adibiti al servizio viaggiatori, il 2° di corretto tracciato, e il 3° come piccolo binario tronchetto per il vecchio scalo merci. Dal 2009, il piano del ferro, è costituito da cinque binari, di cui quattro adibiti al servizio viaggiatori, il 2° ed il 3° di corretto tracciato e il 5° come binario tronco per il vecchio scalo merci.

## Movimento
In base alla tabella oraria ferroviaria estiva 2011, in essa fermano attualmente 47 treni regionali fra feriali e festivi. La stazione è servita da treni regionali svolti da Trenitalia.

## Servizi
La stazione possiede diversi arredi standard quali obliteratrici, bacheche con informazioni, due display informativi con l'indicazione dei treni in arrivo e in partenza e gli annunci sonori degli stessi. Pospicente al fabbricato viaggiatori vi è il parcheggio per le automobili. Per quello che riguarda la categorizzazione delle stazioni, RFI la considera di categoria bronze.